# Convento de San Norberto (Madrid)
El convento de Premonstratenses de San Norberto, también conocido como convento de Mostenses o convento de San Norberto, en alusión al fundador de la Orden Premonstratense, a quien estaba dedicado, es un edificio religioso desaparecido que se asentaba en el terreno de la actual plaza de los Mostenses, junto a la Gran Vía de Madrid (España). Fue fundado en 1611 por la comunidad de los Padres Canónigos Premostratenses con la venia del cardenal arzobispo de Toledo Bernardo de Rojas y financiado por un benefactor, el conde de Miranda, Juan de Zúñiga, a la sazón presidente del Consejo de Castilla. En la actualidad el solar del convento está ocupado por un mercado construido en el siglo XIX, denominado como Mercado de los Mostenses.

## Historia
Su iglesia había sido reedificada en 1754 por el arquitecto Ventura Rodríguez, al hallarse la anterior en ruina. Tenía una bella fachada convexa flanqueada por dos torreones, pero fue víctima del desenfrenado plan de apertura de plazas del rey José Bonaparte, apodado Pepe Plazuelas precisamente por esta razón. Primero se derribó el convento, en abril de 1810, pero en mayo de ese mismo año se dictó orden de demoler también la iglesia. No obstante, los arquitectos a los que se encargó dirigir esta operación, Silvestre Pérez (arquitecto real) y Juan Antonio Cuervo, se negaron, ya que al valor artístico de la obra se unía el hecho de que ambos habían sido discípulos del propio Ventura Rodríguez. Sin embargo, sus informes negativos no sirvieron de nada y en 1811 una nueva orden real acabó por echar abajo lo que quedaba del edificio.
En 1875 se inauguró sobre su solar el mercado de los Mostenses, obra de Mariano Calvo Pereira, y gemelo al de la Cebada, si bien de dimensiones algo más reducidas. A su vez esta nueva edificación (una notable obra de la arquitectura de hierro en la ciudad) fue demolida en 1925 para construir la Gran Vía, realizándose un realineamiento del trazado, situando el mercado actual algo más al norte, y ubicando en el emplazamiento original edificios de oficinas y viviendas (entre ellos el que albergó el clausurado Cine Azul -originalmente Cine Belusia-).

## Descripción
El convento originalmente se construyó en la entonces llamada calle de la Inquisición, ocupando otro convento-iglesia que habían dejado las monjas de Santa Catalina de Sena (o Siena) al trasladarse a otro edificio en la actual plaza de las Cortes de Madrid.
Además del trabajo de Ventura Rodríguez, arquitectónicamente destacó también la iglesia primigenia, con una fachada principal compuesta con un pórtico semicircular flanqueado por dos torres adornadas con columnas corintias. El pórtico tenía tres entradas con cuatro columnas jónicas y, sobre este, se elevaba un segundo cuerpo coronado con una estatua de San Norberto, realizada en granito de Colmenar Viejo por el escultor Manuel Álvarez.
En la obra Historia de la Villa y Corte de Madrid, 1861, segunda edición en 1867, de José Amador de los Ríos y Juan de Dios de la Rada, se reproduce el grabado que aparece junto a estas líneas, como muestra de los tesoros artísticos perdidos de Madrid.